# Юэси (Аньцин)
Юэси́ (кит. упр. 岳西, пиньинь Yuèxī) — уезд городского округа Аньцин провинции Аньхой (КНР). Название уезда означает «к западу от горного пика» и объясняется тем, что он находится западнее горы Цяньшань.

## История
В 1936 году для улучшения администрирования в районах с высокой активностью войск китайских коммунистов гоминьдановское правительство приняло решение образовать на стыке четырёх уездов новый уезд — так был создан уезд Юэси.
В 1949 году был создан Специальный район Аньцин (安庆专区) и уезд вошёл в его состав. В 1970 году Специальный район Аньцин был переименован в Округ Аньцин (安庆地区). В 1988 году округ Аньцин был преобразован в городской округ.

## Административное деление
Уезд делится на 13 посёлков и 11 волостей.